# Gabriel Rosillo
Gabriel Alejandro Rosillo Kindelan (4 gennaio 1999) è un lottatore cubano, specializzato nella lotta greco-romana. Vincitore di una medaglia di oro ai Giochi panamericani di nella categoria -97 chilogrammi.

## Palmarès
- Giochi panamericani

Lima 2019: oro nei -97 kg.
- Campionati panamericani

Lima 2018: bronzo nei -97 kg.
Buenos Aires 2019: oro nei -97 kg.
- Campionati centramericani e caraibici

L'Avana 2018: argento nei -97 kg.
- Mondiali junior

Tallin 2019: bronzo nei -97 kg.
- Campionati panamericani junior

Città del Guatemala 2017: oro nei -97 kg.